# Kengo Kotani
Kengo Kotani (japanisch 小谷 健悟 Kotani Kengo; * 31. August 1992 in Hioki, Präfektur Kagoshima) ist ein japanischer Fußballspieler.

## Karriere
Kengo Kotani erlernte das Fußballspielen in der Schulmannschaft der Kamimura Gakuen High School und der Universitätsmannschaft der National Institute of Fitness and Sports in Kanoya. Seinen ersten Vertrag unterschrieb er 2015 bei Giravanz Kitakyushu. Der Verein aus Kitakyūshū spielte in der zweithöchsten Liga des Landes, der J2 League. Am Ende der Saison 2016 stieg der Verein in die dritte Liga ab. Für den Verein absolvierte er 21 Ligaspiele. 2019 wechselte er zum Regionalligisten FC Tiamo Hirakata nach Hirakata. Mit dem Verein spielte er in der Kansai Soccer League. Am Ende der Saison 2020 wurde er mit Tiamo Meister und stieg in die vierte Liga auf. Nach insgesamt 96 Ligaspielen wechselte er im Januar 2025 zum Fünftligisten Cento Cuore Harima. Mit dem Verein aus Kakogawa spielt er in der Kansai Soccer League (Div.1).

## Erfolge
FC Tiamo Hirakata
- Kansai Soccer League: 2020